# Concentus
Der Concentus (Gesangsstil) ist neben dem Accentus die zweite bedeutende Stilart im Gregorianischen Choral.
In ihm wird der musikalischen Gestaltung der Melodie gegenüber dem Text eigene Geltung eingeräumt. Nach melodischem Reichtum unterscheidet man im Concentus drei Melodietypen:
- In syllabischen Melodien ist jeder Silbe ein Ton zugeordnet. Hymnen sind meist syllabisch.
- In neumatischen Melodien werden einzelne Silben auf mehrere Töne verteilt.
- In melismatischen Melodien ist der Text nur noch Anlass für die Musik, bei der die Silben in weit geschwungenen Melismen auf viele Töne verteilt werden, so dass der Text kaum noch verständlich ist.

Siehe auch:
- Concentus musicus, Buchreihe
- Concentus Musicus Wien, Instrumental-Ensemble, das auf die Aufführung Alter Musik spezialisiert ist